# Zamazenta
Zamazenta (ザマゼンタ, en japonès) és un personatge fictici de la franquícia de videojocs de Pokémon, així com d'altres jocs i productes derivats. Aquest Pokémon va ser introduït en la vuitena generació. És el Pokémon mascota del joc Pokémon Escut. L'origen del nom ve del color del propi Pokémon, magenta.
Aquest personatge va ser anunciat en un Pokémon Direct el 5 de juny de 2019. En aquest directe es van anunciar uns altres Pokémon incloent Zacian, l'altre personatge insígnia de la saga de Pokémon Espasa i Escut.
Es troba basat en un llop. Tant el cap com la part frontal del cos estan protegides per un escut daurat de tres plaques amb motius rojos i blaus. El seu cos està cobert per un pelatge roig. Les seues potes són blanques encara que tenen pèl blau en les potes davanteres. La gran abundància de pèl i l'escut protector que té en la part frontal demostren la seua poderosa defensa.